# Freesia laxa
Freesia laxa  (лат.) — вид многолетних травянистых клубнелуковичных растений семейства Ирисовые (Касатиковые).
Растение растёт из клубнелуковицы, достигая в высоту 20-35 см. Стебли прямостоячие или наклонные, обычно ветвистые, гладкие. Зелёных листьев несколько, прямостоячие. 2-6-цветочные. Цветы плоские, около 2 см в диаметре. Цвет очень разный. Капсулы 9-12 × 9-10 мм, редко холмистые. Семена ярко-красные, 2-3 мм в диаметре. В дикой природе, в Южном полушарии, цветёт с октября по декабрь.
Родина вида ЮАР, Свазиленд. Натурализован в Португалии (Мадейра), Кении, Танзании, Уганде, Заире, Малави, Мозамбике, Замбии, Маврикии, Реюньоне, Гонконге, США (Флорида).
Культивируется.

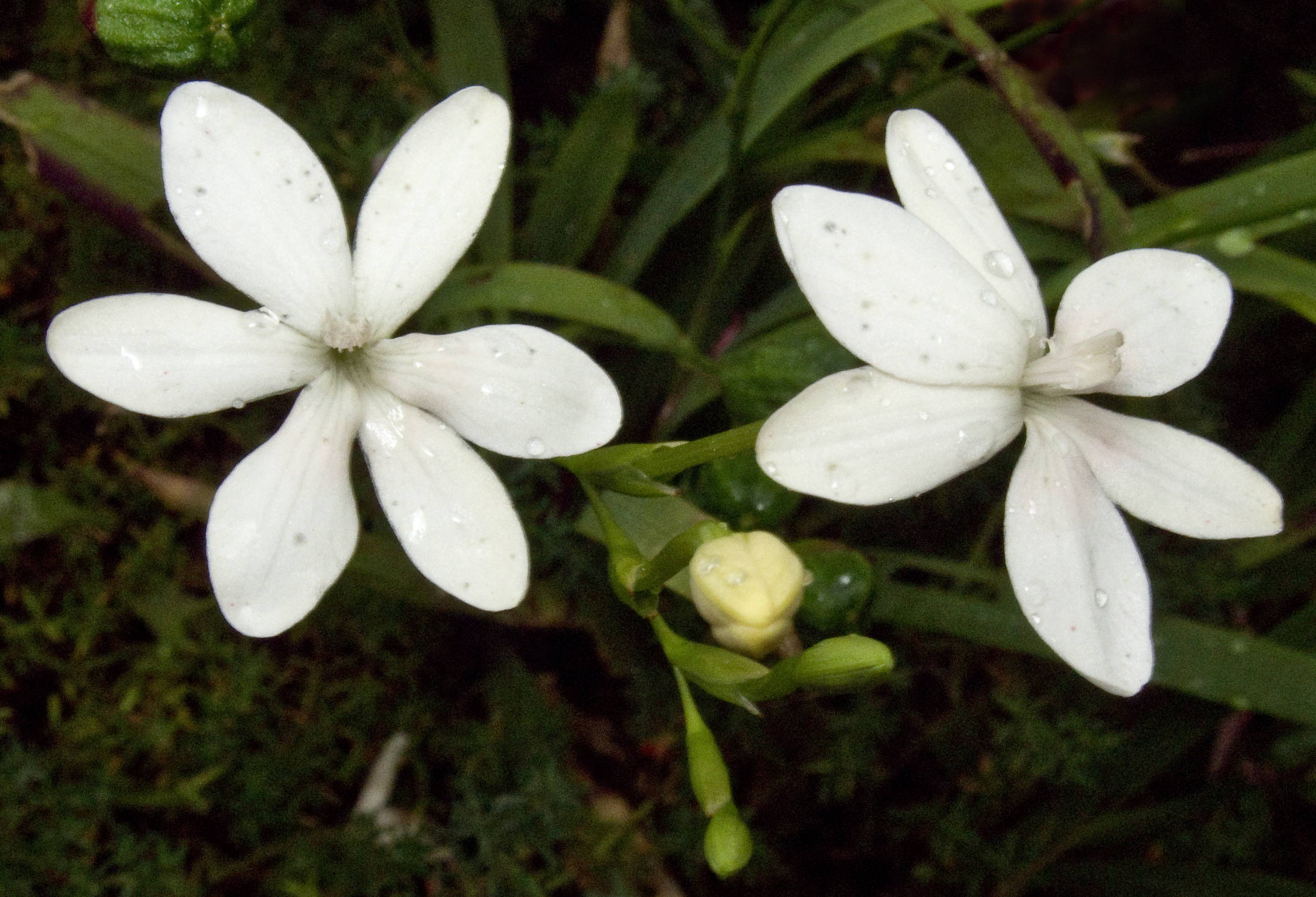
Белая форма
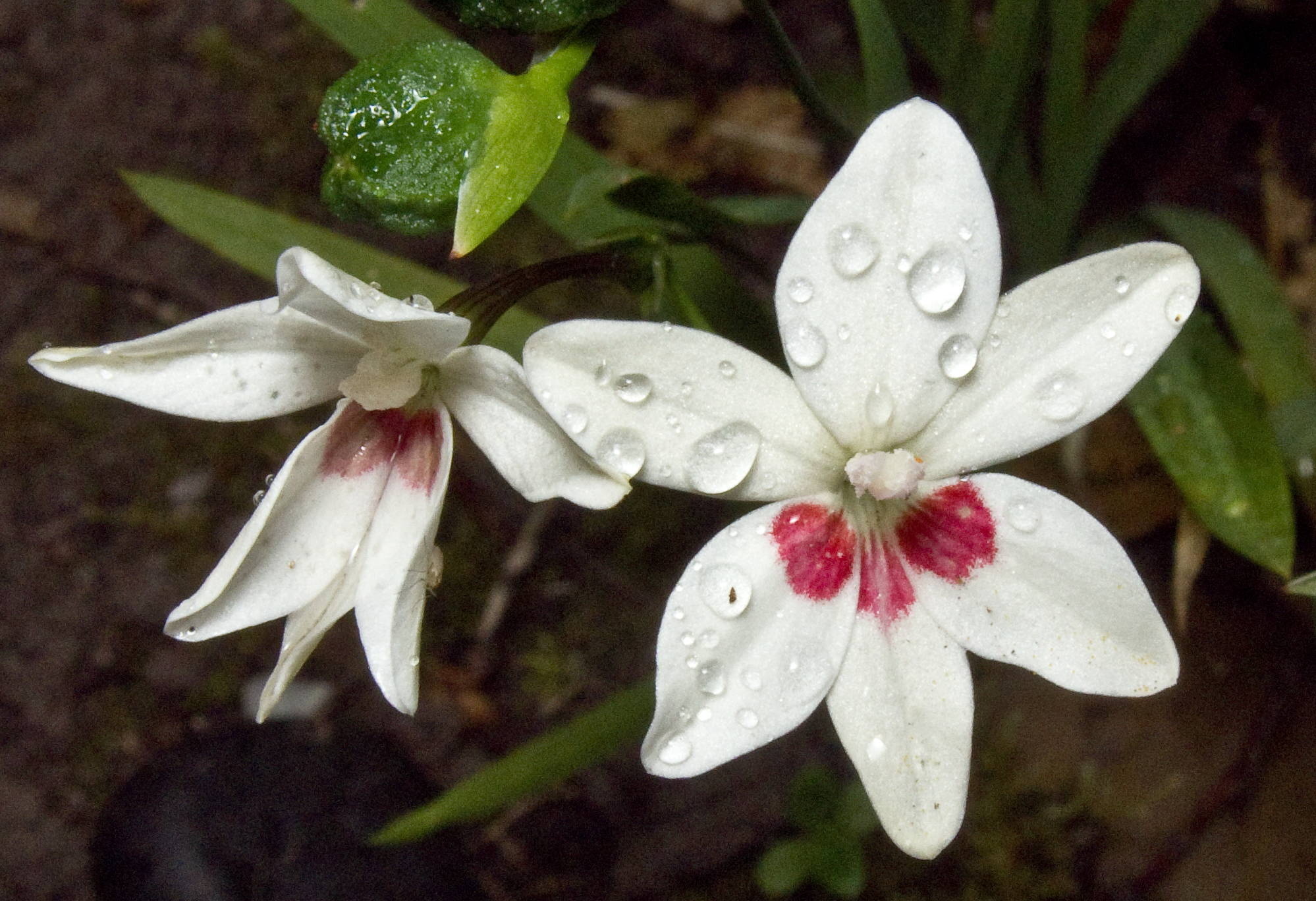
Белая с красным форма